# 石川県道12号蛸島港線
石川県道12号蛸島港線（いしかわけんどう12ごう たこじまこうせん）は、石川県珠洲市を通る県道（主要地方道）である。

## 概要
起点の蛸島漁港から西へ進む。正院町川尻地内では、県道28号に至るまでは集落内を経由する。この集落内の経路は、普通車でもすれ違いができないほどの狭小部であるが、すぐ南側に大型車でも行き違いが容易で歩道のついた片側1車線（対面2車線）の港湾道路が整備されているため、集落内に用が無い限りは、蛸島漁港との往来に差し支えは無いに等しい。ライスセンター前交差点から終点までの区間は珠洲道路で、片側1車線（対面2車線）の道路である。
大半の区間のセンターラインには、地下水や河川水を用いた消雪工（融雪装置）が設置されている。

### 路線データ
- 起点：石川県珠洲市蛸島町レ部121番地先（蛸島漁港前）
- 終点：石川県珠洲市飯田町五部85番1地先（飯田町北交差点・国道249号交点）

## 歴史
- 1960年（昭和35年）10月15日：「主要地方道 飯田蛸島港線」として認定。
- 1961年（昭和36年）8月4日：「主要地方道 飯田蛸島港線」から現在の路線に路線変更。
- 1993年（平成5年）5月11日 - 建設省から、県道蛸島港線が蛸島港線として主要地方道に指定される[1]。

## 路線状況

### 重複区間
- 石川県道28号大谷狼煙飯田線（珠洲市正院町川尻 - 珠洲市飯田町・飯田町北交差点：終点）
- 石川県道52号折戸飯田線（珠洲市正院町正院 - 珠洲市飯田町・飯田町北交差点：終点）

### 道の駅
- 道の駅すずなり（珠洲市野々江町）

## 地理

### 通過する自治体
- 珠洲市

### 交差する道路
- 石川県道28号大谷狼煙飯田線（珠洲市正院町川尻）
- 石川県道287号粟津正院線（珠洲市正院町川尻・ライスセンター前交差点）
- 石川県道52号折戸飯田線（珠洲市正院町正院・正院小路交差点）
- 国道249号（珠洲市飯田町・飯田町北交差点、終点）